# Carlsbrunn
Carlsbrunn (obersorbisch Karlowa Studnja) ist ein Ortsteil von Löbau in Sachsen.

## Geographie
Das Dorf liegt umgeben vom 346,4 Meter hohen Wohlaer Berg und dem 320,8 Meter hohen Schafberg an einem Quellgrund. Über Carlsbrunn führt die Straße von Breitendorf nach Kittlitz. Am westlichen Ortsrand wurde 2008 die neutrassierte Bundesstraße 178 im Abschnitt Löbau–Kittlitz freigegeben. Das Kataster von Carlsbrunn umfasst lediglich 45 Hektar.

## Geschichte
Carlsbrunn ist die jüngste Exulantensiedlung in der Oberlausitz. Das nach seinem Gründer, dem Freimaurer Karl Gotthelf Freiherr von Hund und Altengrotkau auf Unwürde und Oberkittlitz, benannte Dorf entstand im Jahre 1763 an einem Brunnen zwischen Wohla und Oberkittlitz. Die neuen Siedler waren evangelische Glaubensflüchtlinge aus Böhmen, die vom Handwerk lebten. Aus diesem Grunde teilte Hund dem neuen Dorf nur geringe Wirtschaftsflächen zu. Als Vorbild dienten ihm die Siedlungen der Herrnhuter, so dass Carlsbrunn von zahlreichen Pfaden und Gassen durchzogen war. Die Häuser hatten Hausgärten mit Obstbäumen, Hecken umzäunten die Grundstücke. In der Ortsmitte wurden ein Dorfteich angelegt und eine Linde gepflanzt.
Die Häuser waren eingeschossig und mit einem Türgewände aus Granit oder einem Türstock aus Holz und zweiflügeligen Haustüren ausgestattet. Eine Brunnenstube aus dem Jahre 1825 ist am Grundstück Nr. 16 erhalten. Carlsbrunn gehörte immer zum Kirchspiel Kittlitz. In der DDR ging das Handwerk in Carlsbrunn zugrunde und der Ort wandelte sich zu einer Arbeiterwohnsiedlung. Am 1. April 1974 wurde Carlsbrunn nach Kittlitz eingemeindet. Zusammen mit Kittlitz erfolgte am 1. Januar 2003 die Eingemeindung nach Löbau.
Im Rahmen seiner Statistik über die sorbische Bevölkerung in der Oberlausitz ermittelte Arnošt Muka in den achtziger Jahren des 19. Jahrhunderts eine Bevölkerungszahl von 180, darunter 142 Deutsche und 38 Sorben (21 %). Ernst Tschernik zählte 1956 in Carlsbrunn einen sorbischsprachigen Bevölkerungsanteil von noch 3,8 %, insgesamt neun Sprecher.